# Einfach Rosa – Wolken über Kapstadt
Wolken über Kapstadt ist eine deutsche Filmkomödie von Michael Karen aus dem Jahr 2015. Es handelt sich um die zweite Episode der Reihe Einfach Rosa. Die deutsche Erstausstrahlung erfolgte am 6. November 2015.

## Handlung
Hochzeitsplanerin Rosa Winter erhält durch ihren Jugendfreund Mark für sich und ihre  Assistentin Meral einen Auftrag in Kapstadt, wo Mark seine aus Südafrika stammende Liebe Nandi heiraten möchte. Rosa und Nandi sind sich sofort sympathisch und die Hochzeitslocation ist nahezu traumhaft. Bei einem kleinen Ausflug mit Jugendfreund Mark muss sie feststellen, dass sie immer noch in ihn verliebt ist und er der Grund war, weshalb sie auf ihren drei Hochzeiten mit Sam davongelaufen ist. Auch Mark empfindet mehr für Rosa, als ihm eigentlich lieb ist. Sie behält aber ihre Gefühle für sich, um als Planerin und Trauzeugin nach außen unbefangen zu sein. Als dann noch Marks Eltern in Kapstadt eintreffen, wird das Chaos noch größer. Sein Vater kann nichts mit dem Reichtum der Brautmutter anfangen, während seine Mutter einfach die Zeit genießen will. Eigentlich war ja geplant, dass Nandi und Mark nach der Hochzeit nach Deutschland zurückkehren, doch ihre Mutter möchte, dass sie in Südafrika bleibt. Zudem erhält sie von ihrem ehemaligen Doktorvater Tajeu ein Angebot für die Übernahme der Leitung einer Klinik in einem Township. Als Rosa davon Wind bekommt, weiß sie nicht mehr, wie sie sich verhalten soll. Währenddessen spielt Meral mit dem Gedanken, in Südafrika zu bleiben. Als Meral einen positiven Schwangerschaftstest im Abfall findet, meint sie, er sei von Nandi. Sie erzählt es Rosa, die sofort vom Anwesen flüchtet und nach Hause fliegen will. Da es aber zu teuer würde geht sie in ein Hotel in der Stadt. Kurz vor der Hochzeit findet Meral heraus, dass nicht Nandi ist, die schwanger ist. Sie will Rosa verständigen, aber die geht nicht ans Telefon. Als sie auf dem Weg zum Flughafen die Nachricht dann doch noch sieht, dreht sie kurzerhand um und will die Hochzeit verhindern. Als sie endlich dort eintrifft, ist Mark ganz alleine da. Er und Nandi sind übereingekommen, nicht zu heiraten. Rosa kehrt mit Meral zurück nach Deutschland, Mark verspricht, dass er in wenigen Tagen folgen wird.

## Hintergrund
Wolken über Kapstadt wurde vom 20. November bis zum 17. Dezember 2014 in Kapstadt gedreht. Produziert wurde der Film von der Wiedemann & Berg Filmproduktion.

## Rezeption

### Einschaltquote
Die Erstausstrahlung am 6. November 2015 in der ARD wurde von 3,05 Millionen Zuschauern gesehen, was einem Marktanteil von 9,8 % entspricht.

### Kritiken
Die Kritiker der Fernsehzeitschrift TV Spielfilm bewerteten Wolken über Kapstadt mit einer mittleren Wertung, dem Daumen zur Seite und fassten den Film mit den Worten „Liebe und Frust vor Südafrika-Tapete“ zusammen.
Rainer Tittelbach von Tittelbach.tv meinte dazu „Die zweite Episode der für eine Unterhaltungsfilmreihe recht vielversprechend gestarteten ARD-Reihe „Einfach Rosa“, hält nun leider nichts von dem, was der Auftakt versprach.“ und „Die Dramaturgie ist weniger komplex als eine „Traumhotel“-Folge, hat aber auch rein gar nichts von einer soliden Romantic Comedy. So seufzt beim finalen Kuss sicher kaum einer lustvoll „endlich“, sondern er stöhnt es!“